# Ластра а Синя
Ла̀стра а Сѝня (на италиански: Lastra a Signa) е град и община в централна Италия, провинция Флоренция, регион Тоскана. Разположен е на 36 m надморска височина. Населението на града е 19 829 души (към 31 декември 2010 г.).